# Carlos Botelho
Carlos António Teixeira Basto Nunes Botelho (São José, Lisboa, 18 de setembro de 1899 — São João de Deus, Lisboa, 18 de agosto de 1982), foi um pintor, ilustrador e caricaturista português.
A sua atividade desenvolveu-se ao longo de um período dilatado do século XX e repartiu-se por uma multiplicidade de atividades. Nos anos de 1920 Botelho foi um dos pioneiros da banda desenhada nacional, trabalhou em artes gráficas e no desenho de humor; na década seguinte pertenceu à equipa de decoradores do SPN, o que lhe deu oportunidade para viajar e tomar contacto com a dinâmica artística do seu tempo. A partir dessa altura desenvolveu uma obra plástica autónoma que o destaca como uma das figuras maiores da 2ª geração de pintores modernistas portugueses.
A paisagem urbana ocupa um lugar central na sua obra. Na etapa inicial, marcada por um pendor declaradamente expressionista, pinta cidades, retratos, narrativas. Tema recorrente desde a primeira hora, a sua cidade natal irá afirmar-se como tema central, acompanhando a evolução do seu modo de pensar e fazer. Será Lisboa a protagonista do apaziguamento expressivo e acentuação poética da década de 1940; será Lisboa a servir de mote às experiências abstratizantes dos anos de 1950; e será Lisboa a ocupá-lo, quase em exclusivo, nas décadas finais.

## Biografia

### Os Primeiros Anos

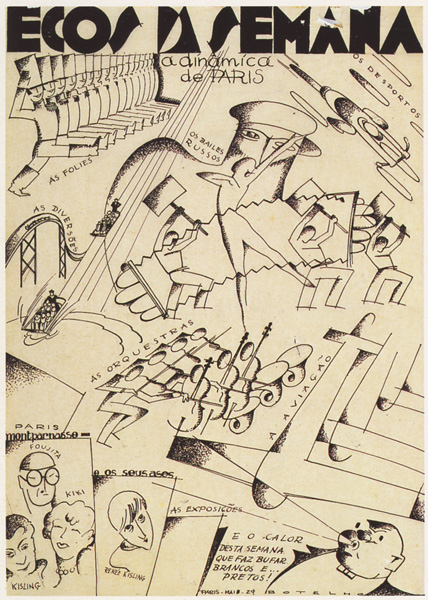
Ecos da Semana - Em Paris, Maio 1929, tinta-da-china sobre papel, 44,5 x 30,5 cm

Nasceu a 18 de setembro de 1899 no n.º 65 da Avenida da Liberdade, freguesia de São José, em Lisboa, tendo sido batizado a 25 de fevereiro de 1900 na freguesia de São Paulo, em Lisboa, como filho de Carlos Botelho, professor de piano, natural de São Sebastião, Ponta Delgada, e de Josefina Teixeira Basto Nunes, natural de Santos-o-Velho, Lisboa.
Filho único de pais músicos, foi a música que dominou a infância de Carlos Botelho. Inicia a aprendizagem do violino – instrumento que o irá acompanhar por toda a vida –, pouco antes da morte do pai, em 1910. Nesse mesmo ano ingressa no Liceu Pedro Nunes, onde faz amizade com Bento de Jesus Caraça e Dias Amado. Realiza experiências plásticas autónomas em atividades extracurriculares e é no próprio liceu que faz a sua primeira exposição individual (1918).
Em 1919 inscreve-se na Escola de Belas-Artes de Lisboa, onde é aluno de Ernesto Condeixa. Abandona a Escola após pouco mais de um ano, desiludido com o teor académico e pouco estimulante do ensino, terminando aí a sua formação convencional. Tal como Mário Eloy e Bernardo Marques, seus companheiros de geração, Botelho será um artista eminentemente autodidata.
A 10 de junho de 1922, casou em Lisboa, sendo empregado bancário, com Beatriz dos Santos, professora primária, então de 19 anos, natural de São Sebastião da Pedreira, Lisboa, filha de António Francisco dos Santos, professor primário, natural de Lisboa, e de Eufrásia Maria dos Santos, natural de Coimbrão, Leiria. Desse casamento, nascem dois filhos: José Rafael e Raquel.
Em 1924 emprega-se numa fábrica de cerâmica, mas depois de alguns êxitos em concursos de cartazes, a partir de 1926 dedica-se exclusivamente às artes gráficas, ilustração, desenho de humor e Banda Desenhada. Entre 1926 e 1929 faz com regularidade páginas de BD para o semanário infantil ABC-zinho; e em 1928 inicia a página humorística Ecos da Semana, no semanário Sempre Fixe, colaboração que mantém, ininterruptamente, durante mais de 22 anos (ao longo do tempo Botelho colaborou em muitas outras publicações periódicas, entre as quais O Domingo Ilustrado, Ilustração, Portugal Colonial, Panorama  (1941-1949) Diário de Lisboa, Diário de Notícias, etc.)
Em 1929 Botelho é um humorista reconhecido. Nesse ano parte pela primeira vez para Paris, onde frequenta as Academias Livres Grande Chaumière e Colarossi; durante a estadia faz uma breve visita a Londres. Essa saída de Portugal será determinante para a sua opção definitiva pela pintura e, imediatamente após o regresso, veremos os primeiros sinais de mudança: "Data de 1929 o primeiro quadro de Lisboa de Botelho: uma vista do Zimbório da Basílica da Estrela, construída geometricamente, com uma matéria densa […], usando uma pasta expressiva".

### Maturidade

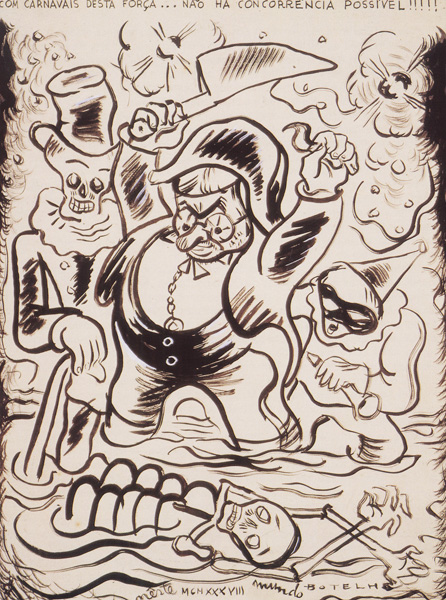
Com Carnavais desta força... não há concorrência possível!!!!!, Ecos da Semana, 17 Fevereiro 1938, tinta-da-china sobre papel, 45,3 x 34 cm

Ao longo dos anos de 1930 Botelho faz diversas permanências no estrangeiro, trabalhando na participação portuguesa em grandes mostras internacionais. Trabalha no pavilhão de Portugal na Exposição Internacional e Colonial de Vincennes, Paris, 1930-31, e no stand de Portugal na Feira Internacional de Lyon, 1935. A partir de 1937 integra, juntamente com Bernardo Marques, José Rocha, Tom e Fred Kradolfer, a equipa de decoradores do S.P.N. (Secretariado de Propaganda Nacional) encarregues da realização dos pavilhões de Portugal nas exposições de Paris, Nova Iorque e S. Francisco – Exposição Internacional de Artes e Técnicas, Paris, 1937; Feira Mundial de Nova Iorque, Nova Iorque, 1939; Exposição Internacional de S. Francisco, S. Francisco, Califórnia, 1939 . Integra o grupo de colaboradores artísticos da revista   Panorama  (1941-1949) e também colabora na revista Litoral  (1944-1945).
Em 1930 instala-se com o seu ateliê na Costa do Castelo, junto ao Castelo de S. Jorge, na casa a que a sua mulher, professora do ensino primário, tinha direito pela função exercida. A localização desta casa, onde viveu até 1949, influenciou certamente a sua temática, oferecendo-lhe temas e referências que marcaram o seu percurso artístico.
Em 1937, durante a estadia em Paris, visita uma retrospectiva da obra de Van Gogh que o deixa "impressionadíssimo", acentuando a intensidade expressiva da sua pintura; descobre Ensor numa breve visita à Flandres. No ano seguinte recebe o prémio Souza-Cardoso na Exposição de Arte Moderna do S.P.N. pelo retrato de Músico Carlos Botelho (ou Meu Pai).
Em 1939 vence o 1º Prémio na Exposição Internacional de Arte Contemporânea, S. Francisco, EUA, o que lhe permite comprar o terreno e, mais tarde, construir a casa/ateliê no Buzano, Parede (perto de Lisboa). Em 1940 integra a equipa de decoradores da Exposição do Mundo Português, Lisboa; nesse mesmo ano recebe o Prémio Columbano na V Exposição de Arte Moderna do S.P.N., Lisboa. Concebe cenários e figurinos e colabora como diretor de cena na Companhia de bailado Verde Gaio.
A 4 de março de 1941, foi agraciado com o grau de Oficial da Ordem Militar de Cristo. A 24 de outubro de 1941, foi agraciado com o grau de Cavaleiro da Ordem Militar de Sant'Iago da Espada.
Em 1949 é forçado a abandonar a casa na Costa do Castelo e instala-se no Buzano; a partir de 1955 volta a residir em Lisboa, longe do centro histórico, no novo bairro do Areeiro.
Em 1955 recebe uma Menção de Honra por ocasião da III Bienal de S. Paulo e, em 1961, o 1º Prémio de Pintura na II Exposição de Artes Plásticas da Fundação Calouste Gulbenkian.
A 5 de julho de 1968, foi elevado a Comendador da Ordem Militar de Sant'Iago da Espada.
Em 1969 reforma-se das suas funções nos Serviços Técnicos do SNI, Palácio Foz, cargo que ocupava desde a década de 1940.
A 7 de agosto de 1981, foi elevado a Grande-Oficial da Ordem Militar de Sant'Iago da Espada.
Morreu no dia 18 de agosto de 1982, vítima de enfarte do miocárdio, em sua casa, no 3.º andar frente do n.º 3 da Avenida João XXI, freguesia de São João de Deus, Lisboa.

## Obra

### Banda desenhada / Desenho de humor

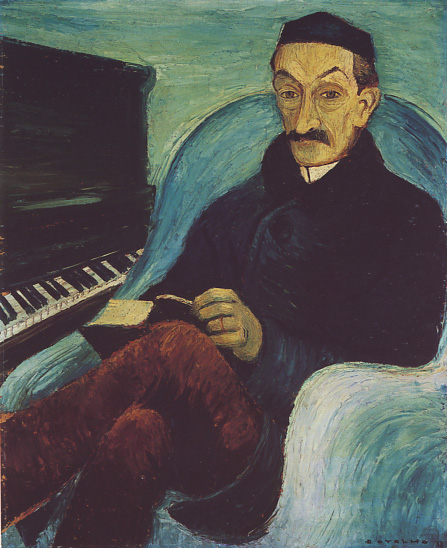
Músico Carlos Botelho (ou Meu Pai), 1937, óleo sobre contraplacado, 73 x 60 cm

Entre 1926 e 1929 Carlos Botelho faz com regularidade banda desenhada para o semanário infantil ABC-zinho.  Botelho foi "O grande autor de BD do ABC-zinho, qualitativa e quantitativamente, [...] sendo o autor quase integral da primeira e da última página da cada número, a cores, produzindo aí a maior parte das suas mais de 400 pranchas que fez para a revista"; esta incursão "não foi uma passagem episódica ou ligeira, mas uma componente essencial da sua carreira, da sua formação nos anos 20, fazendo parte integrante da sua obra".
Em 1928 inicia colaboração semanal no Sempre Fixe, que manteve durante mais de 22 anos e que lhe serviu de palco para a crítica mordaz a uma vasta gama de temas, das trivialidades do dia-a-dia lisboeta a alguns dos acontecimentos mais relevantes da vida internacional. A 8 de Dezembro de 1950, data em que encerrou esse monumental ciclo de trabalho, os seus Ecos da Semana perfaziam um total de cerca de 1200 páginas, "num discurso continuado sem intervalo ou férias".
"Ecos da Semana são um duplo, e triplo, diário – do autor, entre os seus 29 e 51 anos de idade, e de um país, ou de um mundo"; mas são também "um diário do não dito". Num país asfixiado pela censura, a política nacional seria excluída de comentário; eram essas as regras do jogo . Isso não o impediu, por exemplo, de confrontar a escalada para a 2ª Guerra Mundial através de "notáveis e demolidores" desenhos que satirizam Mussolini e Hitler. Mas a importância dos Ecos da Semana não se restringe à sua componente jornalística: "Em primeiro lugar porque esta é construída plasticamente, ou seja, a eficácia da mensagem depende tanto – na verdade muitas vezes mais –, da pertinência do texto como do acerto de um desenho inesgotável, fluido, totalizador de centenas de páginas inteiras, onde o olhar ora mergulha na decifração dos pormenores, ora se espraia em visão inteira, ritmada por dentro de cortes, manchas de aguada, descentramentos, inesperadas acentuações.  […] Os Ecos configuram-se como um «Botelho outro», paralelo ao «pintor de Lisboa e outras cidades», mas sem se confundir com ele".
Para entender a obra de Botelho é necessário compreender o modo como as duas vertentes principais da sua obra ao longo das décadas de 1930 e 1940 – o desenho de humor praticado no Ecos da Semana e a sua pintura –, existem em territórios separados, apenas com raras sobreposições.

### Obra Plástica

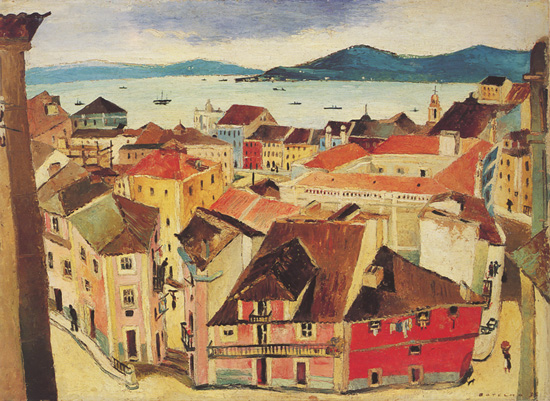
Ramalhete de Lisboa, 1935, óleo sobre contraplacado, 72 x 100 cm

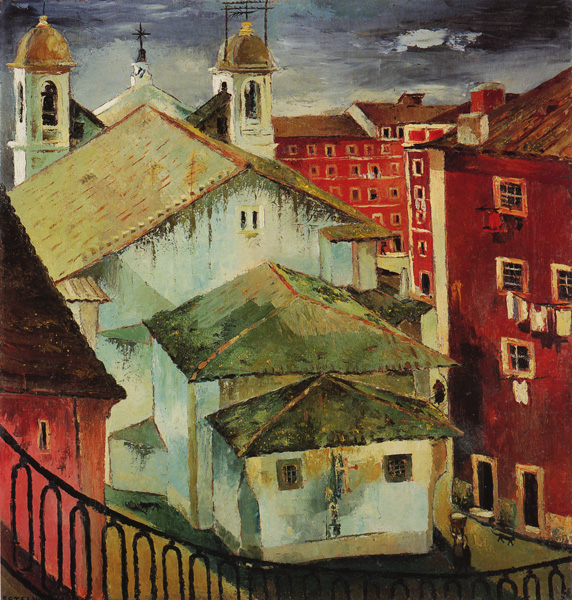
Lisboa, 1936, óleo sobre contraplacado, 105 x 100 cm

Quando Carlos Botelho retoma a pintura em 1929, pouco depois da grande revelação que constituiu a sua primeira viagem a Paris, não é na produção gráfica anterior ou no desenho de humor que procura os pontos de partida; o regresso faz-se sobretudo através de categorias solidamente estabelecidas que havia aflorado na juventude: retrato e paisagem.
Nesse período "fulgurante" e de "densíssima produção" que foram para Botelho os anos de 1930 , vê-lo-emos utilizar um idioma pictórico expressionista que se distingue claramente do grafismo dos Ecos, empenhando-se fundamentalmente em três vias temáticas distintas:
Em primeiro lugar a paisagem urbana e, desde logo, a cidade onde nasceu e viveu. Lisboa destaca-se rapidamente como "iconografia predominante, corpo mesmo do aprofundamento dos recursos do pintor e das suas sucessivas poéticas". Não é, no entanto, a via quase única que encontraremos na sua obra posterior: "a paisagem enuncia-se […] como possibilidade na carreira recém-iniciada, mas não constitui ainda a matriz imperativa do futuro". Botelho irá pintar também outras cidades: Paris, Florença, Amesterdão, Nova Orleães e, sobretudo, Nova Iorque (veja-se, por exemplo, Noturno – Nova Iorque, 1939). "Em termos de arte portuguesa, no final dos anos […] de 1930, estas pinturas situam-se na vanguarda de tudo o que então se fazia".
Paralelamente às paisagens urbanas, e "pretendendo libertar-se da estrita apreciação que o consagrara como humorista", Botelho assume as suas opções com empenho social, realizando pinturas que o aproximam temática e estilisticamente da "pintura expressionista de tradição nórdica, enunciando um sentido de pesquisa conotável com o período holandês de Van Gogh" . Os seus saltimbancos, os seus cegos ou pescadores, são figuras matéricas e densas, que nos mostram uma outra faceta da sua obra.
A terceira via que o ocupa ao longo da década inicial é o retrato, que irá culminar nos retratos de Beatriz, dos pais e dos filhos. E se o retrato do pai do artista (Músico Carlos Botelho - ou Meu Pai), de 1937, é já "um momento axial da obra do pintor", os retratos dos filhos traduzem a autonomização da sua abordagem: "Nenhuma cedência ao gosto convencional nestes dois retratos, nenhum sentimentalismo pelos modelos, antes uma brusquidão de gesto e de atitude, como se a íntima convivência com eles em nada perturbasse o desejo de pintura".
A partir dos anos 30 a Lisboa de Botelho torna-se num universo intensamente pessoal capaz de revelar algo de profundo, oferecendo-nos "a visão de uma cidade arquetípica cuja beleza é a forma mediadora da verdade de um povo ou da sua antropologia específica […]. Com uma grande simplicidade de processos e de efeitos, [Botelho] criou um universo plástico que é como o espelho simbólico e imaginoso de uma das facetas mais significativas do espírito português". Em pinturas como Ramalhete de Lisboa, 1935, o  pintor regista a cidade, "mas, mais profundamente, inventa-a, deslocando os acidentes e os sítios, submetendo-os a uma exigência plástica. No entanto, essa cidade «pintada» é tão real, ou mais real (?), do que a cidade existente, reconhecemo-la profundamente".
Subtilmente, a sua pintura vai mudar. O abrandamento da intensidade expressionista abre-lhe as vias para uma outra dimensão poética e para a "descoberta da platitude da tela, onde formas e cores se inscrevem segundo uma opção de frontalidade". Na década de 50 essa opção radicaliza-se em trabalhos diferentes onde se aproxima mais do que nunca da abstração. Pinturas como Velho Casario, 1958, partem de princípios modernistas, como a autonomia da linha ou a recusa da perspetiva tradicional, assumindo abertamente a frontalidade da composição.
Os princípios formais que investiga nessas obras irão surgir, pouco depois e sob outras vestes, na estruturação formal das paisagens urbanas que o ocupam até ao fim: "O último choque produtivo obteve-o com a afirmação do abstraccionismo nos anos 50, via Escola de Paris e Vieira da Silva, e este foi decisivo para os ciclos da longa produção final: não cortou com o corpo metafórico de Lisboa [...] mas disciplinou-o, em rimas e espacialidades cromáticas em que a luz é o referente determinante" (ver, por exemplo, Lisboa, 1962).

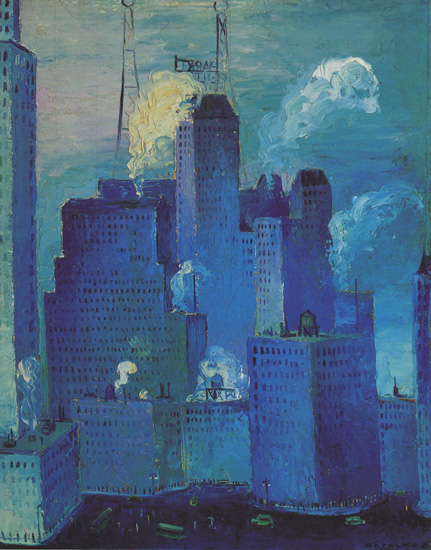
Noturno - Nova Iorque, 1940, óleo sobre contraplacado, 78 x 61 cm
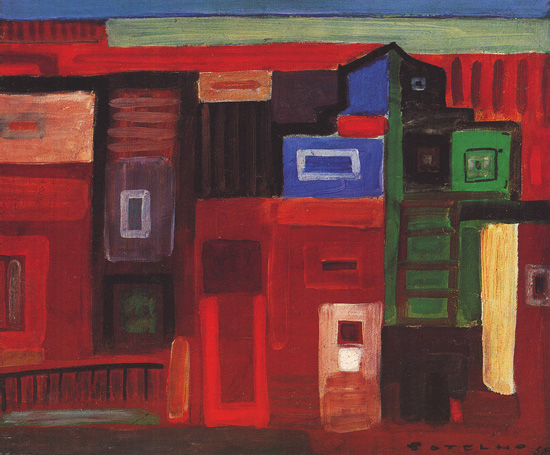
Velho Casario, 1958, têmpera sobre tela, 46 x 55 cm
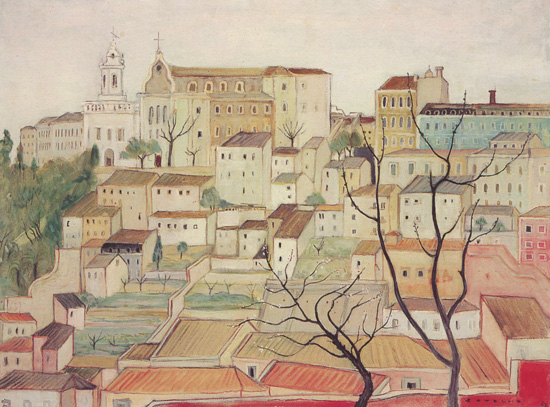
Lisboa, 1962, óleo sobre tela, 54 x 76,5 cm

## Algumas exposições
- 1930, 1931 | I e II Salão dos Independentes, Sociedade Nacional de Belas-Artes, Lisboa.
- 1932 | Exposição individual de pintura, Salão Bobone, Lisboa. | Salão de Inverno, Sociedade Nacional de Belas-Artes, Lisboa.
- 1935, 36, 38, 39, 40, 41, 42, 44, 45, 49, 51 | Exposições de Arte Moderna do S.P.N./S.N.I., Lisboa.
- 1943 | Exposição individual, Galeria Buchholz (inauguração), Lisboa.
- 1946 | Exposição Geral de Artes Plásticas, Sociedade Nacional de Belas-Artes, Lisboa.
- 1947 | Exposição individual, Galeria Lucy Krohg, Paris.
- 1950 | XXV Bienal de Veneza, Veneza. | Exposição individual, Berna, Suíça | Exposição individual: Vinte Anos de Pintura de Carlos Botelho, SNI, Lisboa.
- 1951 | Veneza-Lisboa, SNI, Lisboa | I Bienal de São Paulo, São Paulo.
- 1952 | Vinte Pintores Portugueses Contemporâneos, Galeria de Março, Lisboa, 1952 | Exposição individual: Carlos Botelho Pintor de Lisboa (apresentada por José Augusto França), Galeria de Março, Lisboa. | Exposição dos Artistas Premiados pelo SNI, Lisboa.
- 1954 | Exposição individual, Galeria Dominguez Alvarez (exp. inaugural da galeria), Porto.
- 1955 | III Bienal de São Paulo, São Paulo.
- 1957 | IV Bienal de São Paulo, São Paulo. | I Exposição de Artes Plásticas da Fundação Calouste Gulbenkian, Lisboa.
- 1958 | 50 Anos de Arte Moderna, Exposição Internacional, Bruxelas | Exposição individual: Obras Recentes - 1954/55, Galeria do Diário de Notícias, Lisboa.
- 1959 | Exposição retrospetiva, Câmara Municipal de Lisboa - Palácio Galveias, Lisboa.
- 1960 | XXX Bienal de Veneza, Veneza.
- 1961 | II Exposição de Artes Plásticas da Fundação Calouste Gulbenkian, Lisboa.
- 1965 | Exposição individual, Galeria Dois Mundos, Nova Iorque.
- 1965 | Exposição individual, Sala Especial, VIII Bienal de São Paulo, São Paulo.
- 1968 | Exposição individual, Galeria Buchholz (org.: Rui Mário Gonçalves), Lisboa | Exposição individual (comemorativa dos seus 50 anos de pintura), Reitoria do Liceu Pedro Nunes, Lisboa.
- 1972, 74, 78 | Exposições individuais, Galeria S. Mamede, Lisboa.
- 1979, 81 | Exposições individuais, Galeria 111, Lisboa.
- 1989 | Exposição antológica: Botelho, Fundação Calouste Gulbenkian, Lisboa.
- 1994 | Exposição individual: Carlos Botelho: os anos diferentes, Lisboa Capital Europeia da Cultura - Palácio Galveias, Lisboa.
- 1999 | Exposição individual: Botelho: centenário do nascimento, Museu Arpad Szenes / Vieira da Silva, Lisboa.
- 1999 | Exposição individual: Botelho, desenho: exposição comemorativa do nascimento, Casa da Cerca, Centro de Arte Contemporânea, Almada.

## Museus / Coleções
Está representado em inúmeras colecções públicas e privadas, entre as quais podem destacar-se: Câmara Municipal de Lisboa; Museu do Chiado, Lisboa; Centro de Arte Moderna, Fundação Calouste Gulbenkian, Lisboa; Museu de Arte Moderna de São Paulo, Brasil.